# Fortunato Bartolomeo De Felice

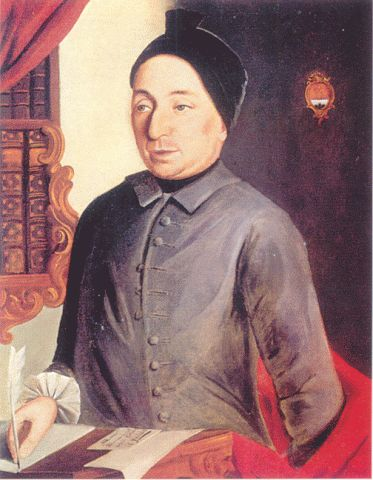
Fortunato Bartolomeo de Felice

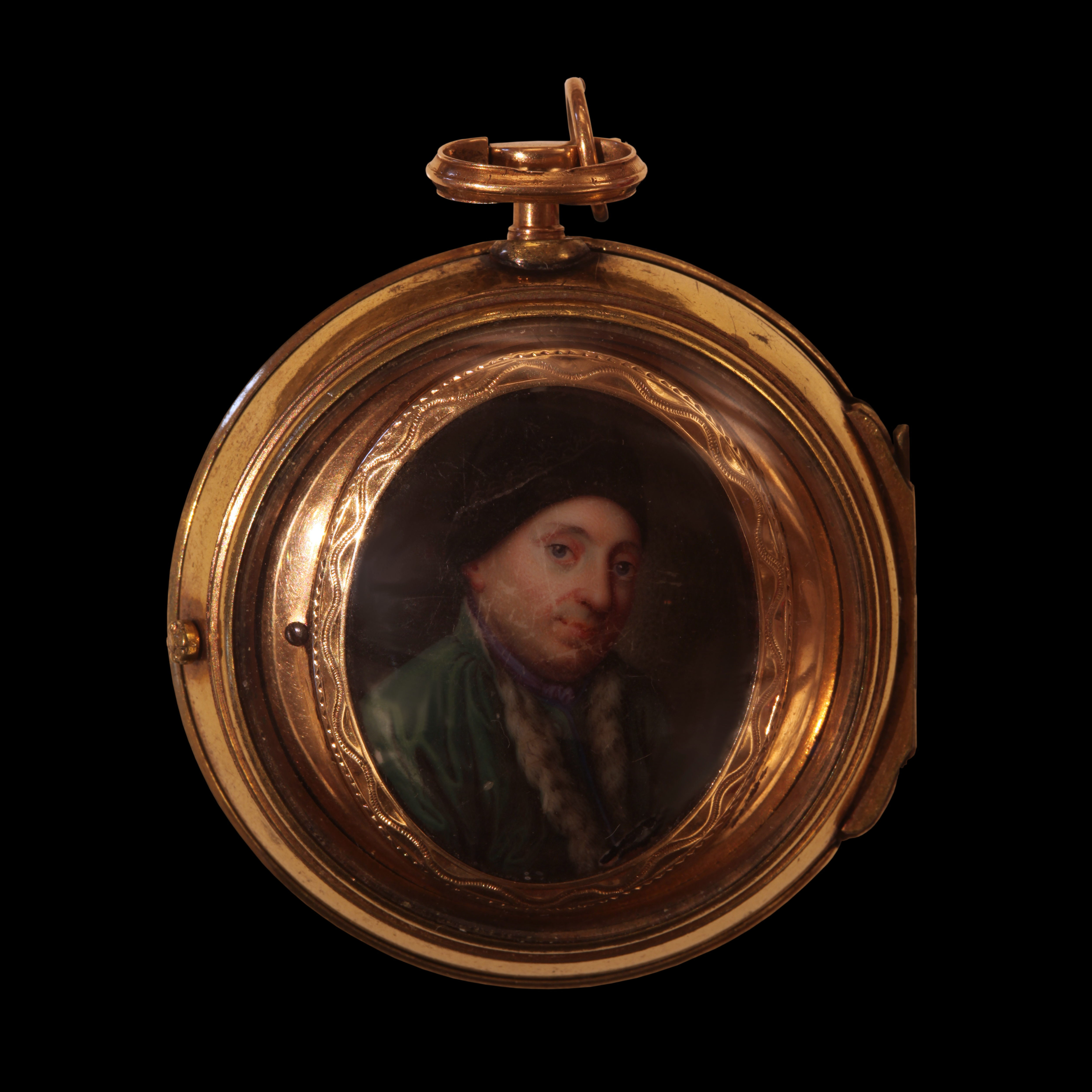
Taschenuhr von Fortunato de Felice, mit einem Emailportrait des Besitzers

Fortunato Bartolomeo De Felice, auch bekannt als Fortuné-Barthélemy De Félice und Francesco Placido Bartolomeo De Felice, (* 24. August 1723 in Rom, Kirchenstaat; † 13. Februar 1789 in Yverdon-les-Bains, Bern, Schweiz), zweiter Graf von Panzutti, war ein italienisch-schweizerischer Philosoph, Wissenschaftler, Autor und Herausgeber der Encyclopédie d’Yverdon. Er gilt als ein Wegbereiter der Aufklärung in der Schweiz.

## Leben
De Felice wuchs in Rom als ältester Sohn von sechs Kindern einer aus Neapel stammenden Familie auf. Mit zwölf Jahren studierte er am römischen Kollegium der Jesuiten, mit siebzehn ging er nach Brescia, wo der Franziskaner Fortunato da Brescia (1701–1754) Philosophie und Mathematik lehrte. 1743 wurde er in Rom in den Orden der Franziskaner aufgenommen und 1746 zum Priester geweiht. Ab 1746 lehrte er Philosophie in Rom, ab 1753 alte und moderne Geographie, Experimentalphysik und Mathematik an der Universität von Neapel.
Nach der Befreiung der von ihrem Ehemann in einem Kloster gefangen gehaltenen Gräfin Panzutti, und einer mangels Geld abgebrochenen gemeinsamen Flucht, floh er – auch aus religiösen Gründen – im Sommer 1757 zu Albrecht von Haller nach Bern. Er trat 1758 vom katholischen zum reformierten Glauben über.
1758 gründete er mit Vincenz Bernhard Tscharner die Typographische Gesellschaft Bern und gab eine italienischsprachige (l’Estratto de la letterature europea, bis 1762) und eine lateinische (l’Excerptum totius Italicae nec non Helveticae literaturae, bis 1766) literarische und wissenschaftliche Zeitschrift heraus. 1762 zog er nach Yverdon, wo er ein Erziehungsinstitut für Jugendliche aus ganz Europa und die Druckerei Société typographique d'Yverdon gründete. Letztere entwickelte sich rasch zu einer der bedeutendsten der Schweiz und blieb es bis zu seinem Tode. 1769 wurde er Bürger von Yverdon und damit Schweizer.
Er war vier Mal verheiratet und hatte 13 Kinder: 1756 mit Gräfin Agnese Arcuato di Panzutti (1720–1759) (wobei er ihren Grafentitel suo jure erhielt, den zuvor ihr im gleichen Jahr verstorbener Mann als erster Graf Panzutti gehalten hatte), 1759 mit Susanne Wavre von Neuenburg (1737–1769), 1769 mit Louise Marie Perrelet († 1774), 1774 mit Jeanne Salomé Sinet. Sein Enkel war der Schweizer Geistliche Guillaume de Felice.

## Werk
Felices Werk ist ein bedeutender Beitrag zur Aufklärung in der Schweiz. Als Herausgeber und Übersetzer von Burlamaquis Principes du Droit Naturel wurde sein Name zum Synonym für das Naturrecht in ganz Europa. Sein bedeutendstes Werk ist die Encyclopédie dYverdon, die er als Herausgeber leitete und für die er über 800 Artikel schrieb. Von 1770 bis 1780 erschienen 58 Bände als Nachfolgewerk der Encyclopédie von Paris in einer Neufassung aus protestantischer Sichtweise.
Sein übriges Werk besteht aus einem halben Dutzend pädagogischer, philosophischer und naturwissenschaftlicher Bücher. Er übersetzte die Werke René Descartes’, d’Alemberts, Maupertuis und Newtons ins Italienische.
In Felices berühmter Druckerei erschienen neben der Enzyklopädie französischsprachige oder ins Französische übersetzte Werke von Elie Bertrand, Charles Bonnet, Jean-Jacques Burlamaqui, Albrecht von Haller, Gabriel Seigneux de Correvon, Simon-Auguste Tissot, Johann Joachim Winckelmann und anderen Autoren der Aufklärung.
Die beiden Zeitschriftenprojekte der Typographischen Gesellschaft Bern zielten auf einen internationalen
Wissensaustausch. Ihre Einmaligkeit erlaubten es Tscharner und de Felice, ein Korrespondenznetz über ganz Europa zu spannen.

## Schriften
- Etrennes aux désœuvrés ou Lettre d’in Quaker à ses frères et à un grand docteur. 1766. (In diesem Werk polemisierte Felice gegen die sogenannten Philosophen und Voltaire)
- Mémoires de la Société oeconomique de Berne (24 Bände, 1763–72)
- Essai sur la manière la plus sûre d’établir un système de police des grains. Yverdon 1772.
- Dictionnaire géographique, historique et politique de la Suisse. 2 Bände. Neuchâtel 1775.
- Dictionnaire de justice naturelle et civile. 1778. 13 Bände
- Tableau philosophique de la religion chrétienne, considérée dans son ensemble dans sa morale et dans ses consolations. Yverdon 1779.
- Eléments de la police générale d’un Etat. Yverdon 1781.
- Le développement de la raison. Oeuvres posthumes. Yverdon 1789.
- Encyclopédie, ou Dictionnaire universel raisonné des connaissances humaines. 42 Bände und 6 Supplementbände. Yverdon 1770–1776. Neuauflage: Fischer Verlag, Erlangen 1993, ISBN 3-89131-069-2. (38.000 Seiten auf 257 Mikrofiches.)